# Gomer (esposa de Oseas)

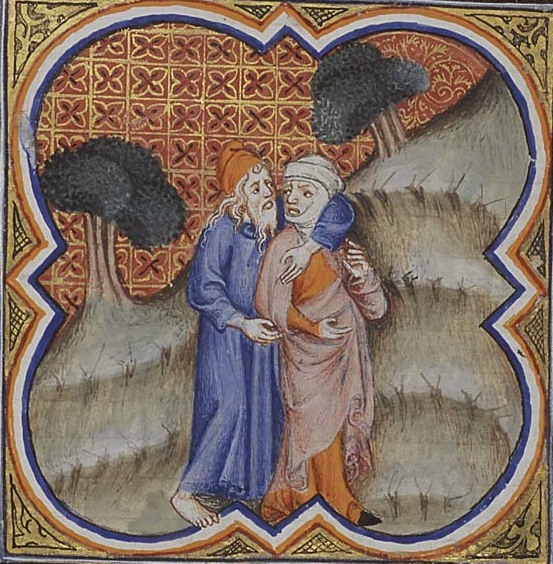
Ilustración de Oseas y Gomer de la Bible Historiale, 1372.

Gómer (hebreo: גומר, romanizado: Gōmer) fue la esposa del profeta Oseas (siglo VIII a. C.), mencionada en el Libro de Oseas (1:3) de la Biblia hebrea. Las traducciones al inglés de Oseas 1:2 la describen alternativamente como una "mujer promiscua" (NIV), una "ramera" (NASB) y una "prostituta" (KJV), pero Oseas recibe la orden de casarse con ella por designio divino. También se la describe como hija de Diblaim.

## Hijos
Oseas 1 relata cómo el profeta tiene tres hijos: un hijo llamado Jezreel, una hija llamada Lo-Ruhamá y otro hijo llamado Lo-Ammi. Todos los nombres tienen un significado simbólico, reflejando la relación entre Dios e Israel. Jezreel recibe su nombre del valle homónimo. Lo-Ruhamá simboliza la condición arruinada del reino de Israel, y Lo-Ammi representa el rechazo de Dios hacia su pueblo. Aunque no se dice específicamente que los dos últimos hijos sean de Oseas, James Mays señala que esto "difícilmente implica" un adulterio por parte de Gómer. Sin embargo, en Oseas 3:1 se afirma que ella es "amada por otro y es adúltera" (NIV). A Oseas se le ordena volver a comprarla, y lo hace por quince siclos de plata y una cantidad de cebada.